# 양병일 (1910년)
양병일(梁炳日, 1910년 1월 27일 ~ 1962년 9월 5일)은 대한민국의 정치인으로서 제2대, 제5대 국회의원을 지냈다. 전라남도 강진군 태생이다.

## 주요 이력
그는 일본 고등문관시험 사법과에 합격하여 변호사 자격을 얻었다. 한청 광주시단장, 민주당 전남도당 위원장을 역임하였다.

## 학력
- 일본 주오 대학교 법학과 학사(1936년)
- 대한민국 국방대학교 행정학사 1기(1956년)

## 역대 선거 결과
|  | 24.83% |

|  | 26.00% |

|  | 38.31% |

|  | 25.67% |

## 참고 자료
- 양병일 - 대한민국헌정회